# Puma GTE

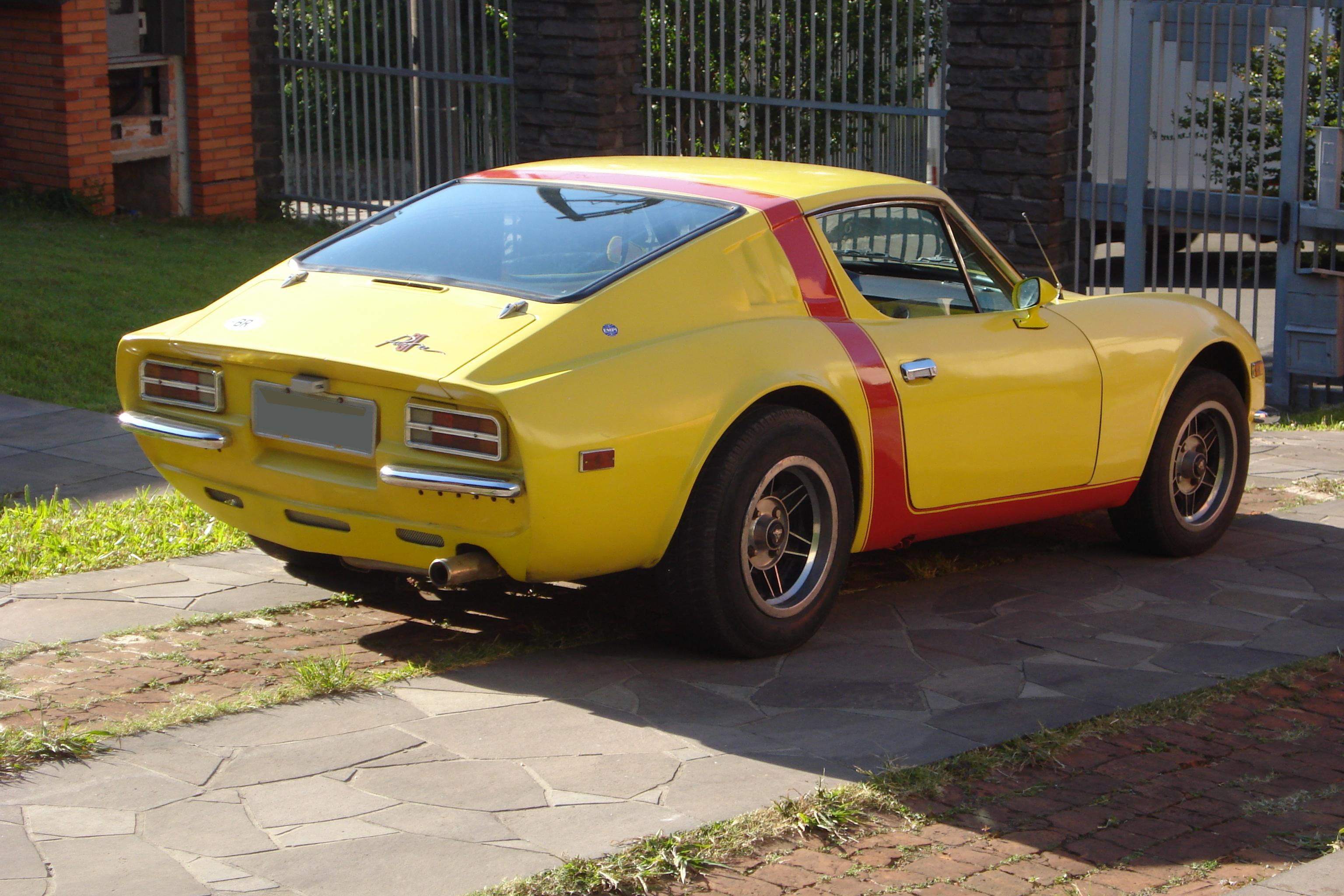
Puma GTE 1970, Carroceria “P3”.

O Puma GTE foi um automóvel esportivo brasileiro fabricado pela Puma Veículos e Motores. Produzido com carroceria de fibra de vidro e mecânica Volkswagen boxer entre os anos de 1970 e 1980, este modelo foi baseado no Puma GT. A letra “E”, adicionada à nomenclatura, significa “exportação” (ou "Europa", segundo algumas fontes). Este foi o modelo de maior volume de produção da Puma, totalizando 8.705 unidades.
O Puma com motor de quatro cilindros foi criado em uma fazenda em Matão, estado de São Paulo, por Genaro "Rino" Malzoni. Estes automóveis foram distribuídos: no Brasil, Uruguai (primeiro veículo exportado), Argentina, Haiti, Guatemala, Nicarágua, El Salvador, Estados Unidos, África do Sul (produção local), Japão, Itália, Grécia, Alemanha e Oriente Médio.
Os modelos GT a partir de 1968 e GTE até 1975 ficaram conhecidas anos depois como “Puma Tubarão”, pelas entradas de ar para o motor se assemelharem às guelras de um tubarão.

## Histórico
- A produção se iniciou em meados de 1970 utilizando a plataforma encurtada do Volkswagen Karmann Ghia. A carroceria inicialmente utilizada era basicamente a mesma de seu antecessor, o Puma GT, porém sofreu algumas alterações e o projeto chamou-se P3. As principais alterações em relação ao seu antecessor foram: motor 1,6 litros, e eram oferecidos opcionalmente motores de maiores capacidades cúbicas (até 2,1 l); freios dianteiros a disco; cintos de segurança de três pontos; retrovisor externo; luz indicadora de marcha ré engatada, Inversão do sentido de apertura do capo dianteiro, apoios para cabeça e novo pára-brisas.

- Em 1973, sofreu pela primeira vez alterações significativas na carroceria algumas delas são: aumento do capo de acesso ao motor (para facilitar a manutenção), redução do comprimento do vidro traseiro, novo painel (o anterior tinha seus instrumentos refletidos no pára-brisa) e linhas laterais menos curvas. Estas alterações não muito visíveis.

- Em 1976, passou por novas alterações significativas e esta se tornou a configuração mais conhecida do Puma GTE. A substituição da plataforma pela do Volkswagen Brasília tornou o veículo mais largo, recebeu janelas laterais traseiras (para melhorar a visibilidade) e a carroceria com linhas mais retas.

- Em 1980 o modelo GTE sofreu modificações de estilo e passou a se denominar GTI, como modelo 1981.

## Ficha Técnica

### Motor
- Motor de combustão interna, 4 tempos, 4 cilindros opostos, dispostos 2 a 2 horizontalmente (boxer). Montado na parte traseira do veículo (refrigeração a ar).
- Motor 1600: 1584 cm³, 70HP (52,2 kW) e 12,3 kg. (Opções até 2100 (2085) cm³ e 150 HP, 111,8 kW)

### Carroceria

#### P3 - 1970-1975
- Comprimento: 3.960 mm
- Largura: 1.580 mm
- Altura: 1.160 mm
- Entre eixos: 2.150 mm
- Peso líquido: 680 kg
- Material: Fibra de vidro

#### 1976-1980
- Comprimento: 4.000 mm
- Largura: 1.665 mm
- Altura: 1.200 mm
- Entre eixos: 2.150 mm
- Peso líquido: 750 kg
- Material: Fibra de vidro